# Тонгерен
50°47′ пн. ш. 5°28′ сх. д. / 50.783° пн. ш. 5.467° сх. д.
Тонгерен (нід. Tongeren, фр. Tongres, нім. Tongern) — місто у бельгійській провінції Лімбург, що лежить на річці Єкер на північний захід від Льєжа. Населення міста — 29,7 тис. мешканців (2006 рік). Це найстаріше місто Бельгії, засноване ще у 15 столітті до н. е. За часів Римської імперії місто було столицею германського племені тунгрів, а протягом раннього Середньовіччя — графства Геспенгау, родового володіння королівського дому Капетингів.
У 57-54 роках до н. е. Тонгерен (відомий латиною як Atuatuca Tungrorum) став центром повстання ебуронів під проводом Амбіорікса, якому в місті встановлено пам'ятник. Він залишався великим центром і за Меровінгів, незважаючи на розорення Аттілою (451 рік), салічними франками і норманами. Місто було непогано укріплене; досі збереглися фрагменти римських стін.
У ранньому середньовіччі особливо великим було релігійне значення Тонгерена. Саме тут в IV столітті був заснований перший у цих краях єпископат, на чолі якої став св. Серватій Маастрихтський, хоча пізніше він переніс центр єпископії вгору за течією, до Маастрихта. Пізніше вона перетворилася на Льєжське єпископство, одним з головних центрів якого у Середні Віки залишався Тонгерен. Після розорення брабантцями (1212 рік) і французами (1677 рік) Тонгерен втратив колишнє значення.
Перше місце серед пам'яток старовини посідає готична базиліка Тонгеренської Богоматері, побудована в стилі XIII століття. Бефруа, монастир бегінок і ряд аналогічних бельгійських будівель, у тому числі Тонгерена, зараховані до пам'ятників Світової спадщини. Кельто-римські рештки, знайдені в Тонгерені, виставлено в місцевому археологічному музеї.

## Уродженці
- Гі Вандерміссен (*1957) — бельгійський футболіст, півзахисник.

- Девід Паас (* 1971) — бельгійський футболіст.
- Йозеф Влірс (1932—1994) — бельгійський футболіст.

## Галерея

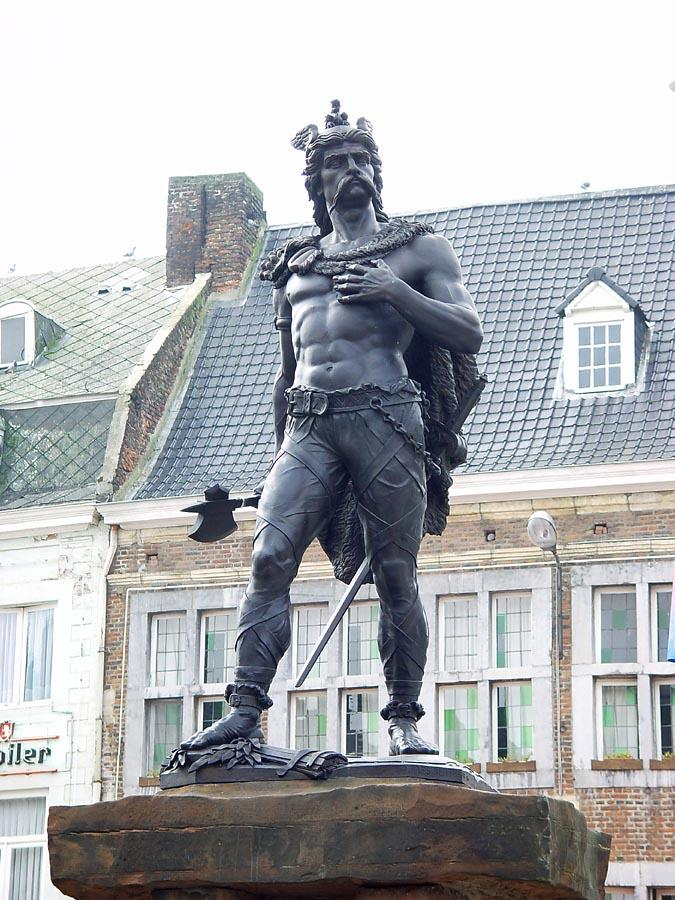
Пам'ятник Амбіориксу
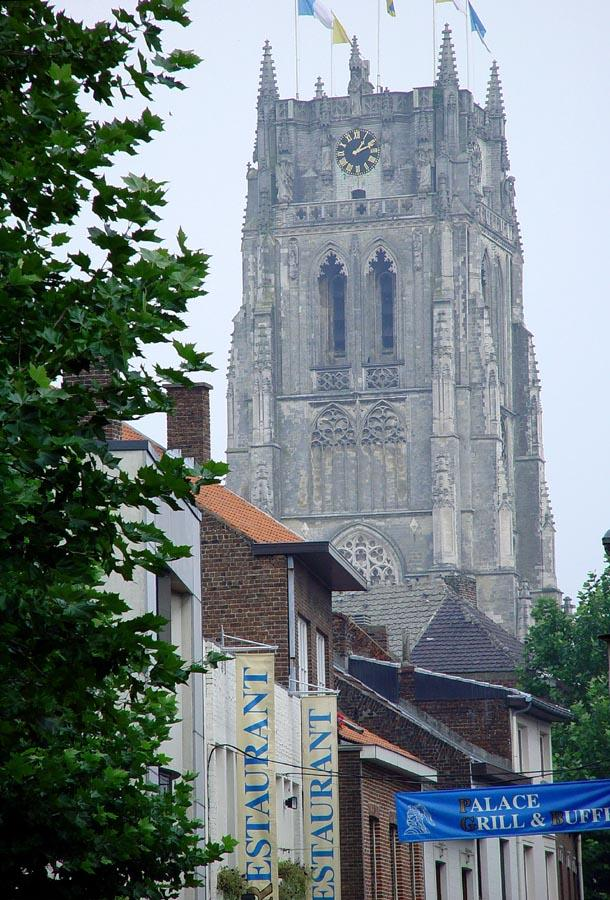
Тонгеренська базиліка
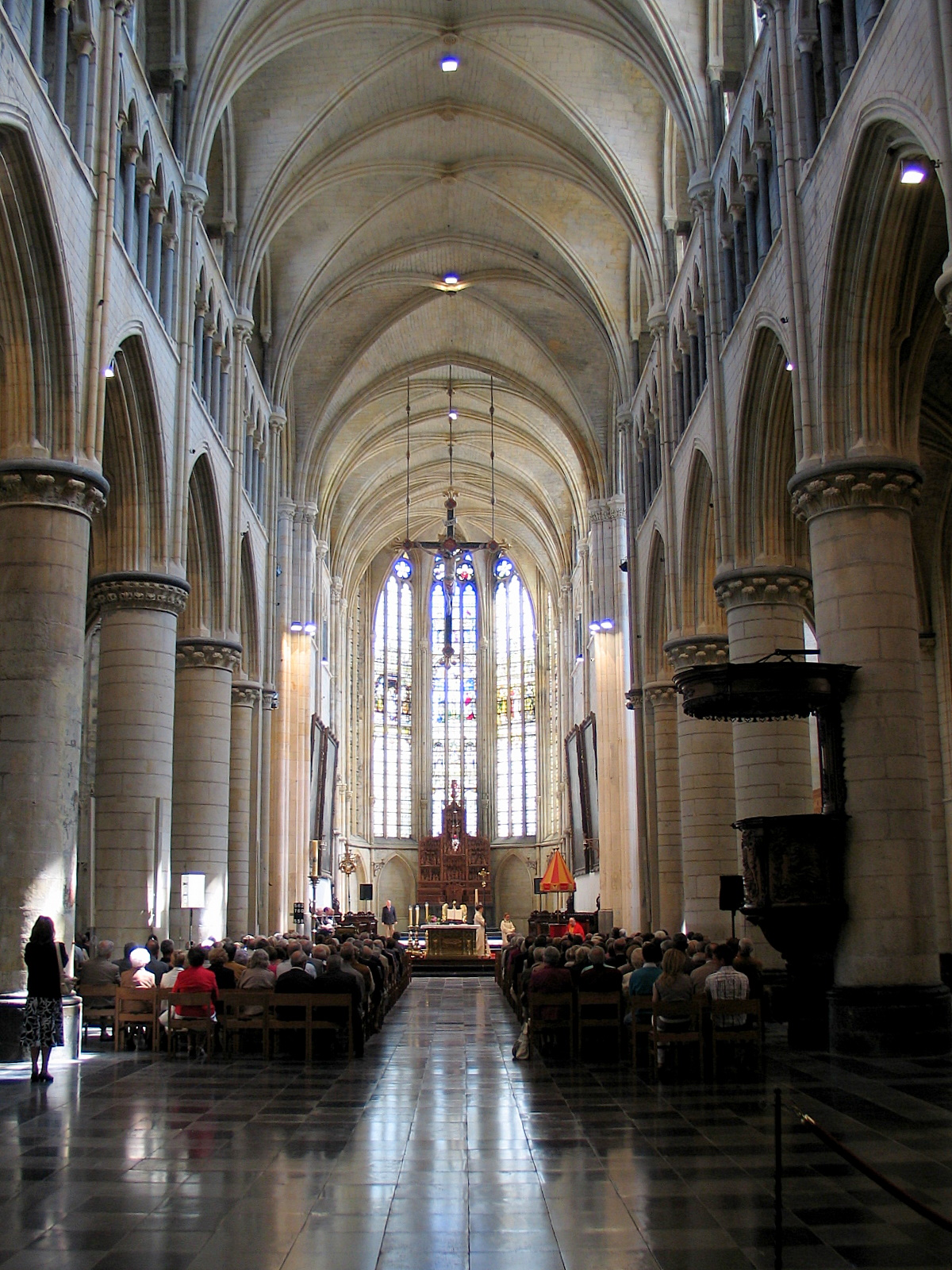
Середина базиліки
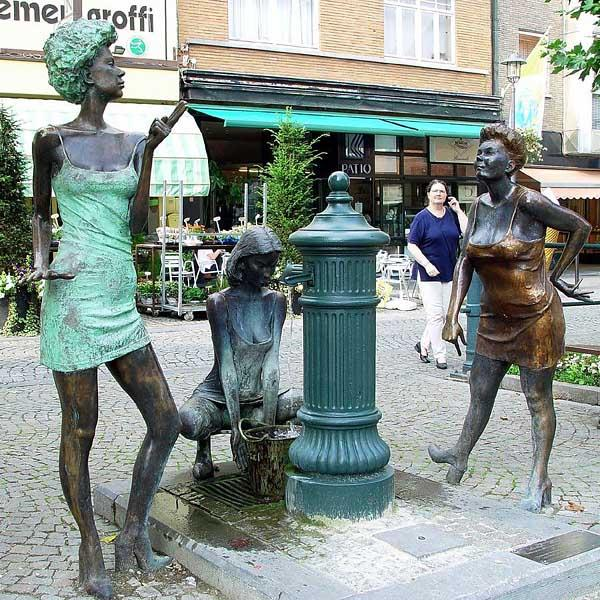
Скульптурна група